# Dinitrotolueen
Dinitrotolueen of DNT is een organische verbinding met als brutoformule C7H6N2O4. De stof bestaat uit een verbinding van 1 methylgroep en 2 nitrogroepen aan een benzeenring. De isomeren komen voor als een geel kristallijn poeder of als hygroscopische vloeistof. Ze zijn over het algemeen vrij toxisch en moeten zorgvuldig worden behandeld.

## Isomeren
De DNT-producten in de handel bestaan typisch uit een mengsel van de 6 isomeren, maar vooral 2,4-DNT (78%) en 2,6-DNT (19%). Er bestaan 6 structuurisomeren van dinitrotolueen:
- 2,3-dinitrotolueen
- 2,4-dinitrotolueen
- 2,5-dinitrotolueen
- 2,6-dinitrotolueen
- 3,4-dinitrotolueen
- 3,5-dinitrotolueen